# Evroobmočje

Države članice Evropske unije

  Evroobmočje (20)
  Članice ERM II brez možnosti odstopa (1)
  Članice ERM II z možnostjo odstopa (1)
  Nečlanice ERM II, obvezane k vstopu v evroobmočje ob izpolnitvi meril (5)

Nečlanice Evropske unije

  Države izven EU, ki pogodbeno izdajajo svoje evrokovance (4)
  Države izven EU, ki uporabljajo evro brez pogodbe (2)

Évroobmóčje, tudi évrocóna, évrozóna, évrosistém ali évrolánd, je skupina držav Evropske unije, ki namesto nacionalne valute uporabljajo evro in tako tvorijo monetarno unijo. Za monetarno politiko je odgovorna Evropska centralna banka.

## Države, ki uporabljajo evro

### Uradne članice
Leta 1998 se je 11 članic EU sporazumelo o konvergenčnih kriterijih in evroobmočje je uradno začelo obstajati 1. januarja 1999 z uvedbo evra, Grčija je izpolnila pogoje leta 2000 in je pristopila 1. januarja 2001. Fizično so bili evrobankovci in evrokovanci uvedeni 1. januarja 2002. Takrat je evro uvedlo 12 držav. Danes je evro kot uradno plačilno sredstvo v 20 državah s skupaj približno 341 milijonov prebivalcev.
| Sprejem evra   | Država      | Prebivalstvo    | Valuta pred evrom  | Ozemlja |
| -------------- | ----------- | --------------- | ------------------ | --- |
| 1. januar 1999 | Avstrija    | 8.451.860       | avstrijski šiling  | |
| 1. januar 1999 | Belgija     | 11.161.642      | belgijski frank    | |
| 1. januar 1999 | Finska      | 5.426.674       | finska marka       | Åland |
| 1. januar 1999 | Francija    | 65.663.194      | francoski frank    | Francoska Gvajana · Francoske južne in antarktične dežele · Guadeloupe · Martinique · Mayotte · Réunion · Saint Barthélemy · Saint Pierre and Miquelon · Saint Martin Nova Kaledonija · Francoska Polinezija · Wallis in Futuna |
| 1. januar 1999 | Irska       | 4.591.087       | irski funt         | |
| 1. januar 1999 | Italija     | 59.685.227      | italijanska lira   | Livigno Campione d'Italia |
| 1. januar 1999 | Luksemburg  | 537.039         | luksemburški frank | |
| 1. januar 1999 | Nemčija     | 80.523.746      | nemška marka       | |
| 1. januar 1999 | Nizozemska  | 16.730.632      | nizozemski gulden  | Aruba · Curaçao · Sint Maarten · Karibska Nizozemska |
| 1. januar 1999 | Portugalska | 10.487.289      | portugalski eskudo | Azori · Madeira |
| 1. januar 1999 | Španija     | 46.704.308      | španska peseta     | Kanarski otoki · Ceuta · Melilla · Suverena področja |
| 1. januar 2001 | Grčija      | 11.062.508      | grška drahma       | Gora Atos |
| 1. januar 2007 | Slovenija   | 2.058.821       | slovenski tolar    | |
| 1. januar 2008 | Ciper       | 865.878         | ciprski funt       | Severni Ciper |
| 1. januar 2008 | Malta       | 421.364         | malteška lira      | |
| 1. januar 2009 | Slovaška    | 5.410.836       | slovaška krona     | |
| 1. januar 2011 | Estonija    | 1.324.814       | estonska krona     | |
| 1. januar 2014 | Latvija     | 2.023.825       | latvijski lats     | |
| 1. januar 2015 | Litva       | 2.930.865       | litvanski litas    | |
| 1. januar 2023 | Hrvaška     | 3.871.833       | hrvaška kuna       | |
| Sprejem evra   | Evroobmočje | Ok. 341.000.000 | Valuta pred evrom  | Ozemlja |

### Države z uradnimi sporazumi z EU
Andora, Monako, San Marino in Vatikan prav tako uporabljajo evro, čeprav niso članice EU. Te države so z evrom zamenjale svoje stare valute in evro uporabljajo po dogovoru. Te države tudi kujejo evrske kovance s svojim oblikovanjem na zadnji strani. Dogovor o uporabi je bil sklenjen tudi z dvema francoskima tihomoriskima teritorijema - Saint Pierre in Miquelon na kanadski obali in Mayotte v Indijskem oceanu, vendar ne smeta kovati lastnega denarja.
Andora pred evrom ni imela svoje uradne valute in je uporabljala francoski frank in špansko peseto kot de facto dovoljeni valuti. Andora ni nikoli imela monetarnega sporazuma s Španijo in Francijo. 1. januarja 2002 je prevzela evro kot zamenjavo prejšnjima valutama, podobno kot sta to storili Črna Gora in Kosovo. 10 let kasneje je Andora tudi pravno z Evropsko unijo uredila status uporabe evra, zaradi česar lahko sedaj kuje svoje evrokovance z lastnimi narodnimi motivi.
| Sprejem evra                             | Država     | Pogodba za lastne evrokovance | Prebivalstvo | Valuta pred evrom               |
| ---------------------------------------- | ---------- | ----------------------------- | ------------ | ------------------------------- |
| 1. januar 1999                           | Monako     | 1. januar 2002                | 36.136       | monaški frank                   |
| 1. januar 1999                           | San Marino | 1. januar 2002                | 32.471       | sanmarinska lira                |
| 1. januar 1999                           | Vatikan    | 1. januar 2002                | 836          | vatikanska lira                 |
| 1. januar 2002 (de facto) 1. januar 2012 | Andora     | 1. julij 2013                 | 85.015       | francoski frank, španska peseta |

### Države brez uradnih sporazumov z EU
Črna gora in Kosovo, ki sta kot de facto valuto uporabljali nemško marko, sta prevzeli evro brez podpisa kakršnegakoli sporazuma, ki bi jima to dovolil. Kosovo uporablja evro namesto srbskega dinarja, predvsem iz političnih razlogov. 
1. decembra 2002 je Severna Koreja zamenjala ameriški dolar z evrom kot uradno valuto za mednarodno trgovanje. 
Pred invazijo na Irak je predsednik Sadam Husein oznanil, da namerava iraško nafto prodajati v evrih, ne v dolarjih, saj je večina iraške trgovine z nafto potekala z EU, Indijo in Kitajsko, ne z ZDA.
| Sprejem evra   | Država    | Pristop k EU                | Prebivalstvo |
| -------------- | --------- | --------------------------- | ------------ |
| 1. januar 2002 | Črna gora | kandidatka za članico       | 684.736      |
| 1. januar 2002 | Kosovo    | možna kandidatka za članico | 2.100.000    |

## Države EU izven evroobmočja
Ostalih deset držav, ki ne uporabljajo evra: Danska, Švedska, Združeno kraljestvo, štiri države, ki so se pridružile leta 2004; Češka, Madžarska, Litva in Poljska ter dve državi, ki sta pridružila leta 2007; Romunija, Bolgarija.
Danska in Združeno kraljestvo sta si v maastrichtski pogodbi pridržali pravico, da jima ni treba prevzeti evra, razen če se njuni vladi odločita drugače, ali z glasovanjem v parlamentu ali na referendumu. Švedska si te pravice ni pridržala in je tako obvezana prevzeti evro enkrat v prihodnosti.

### Države vERM II
Od 1. maja 2004 je v menjalni mehanizem ERM II vključenih sedem držav. Tabela prikazuje datume, ko so posamezne države postale polnopravne članice ERM II.
| Vstop          | Država | Opombe                                                                                                |
| -------------- | ------ | --- |
| 1. januar 1999 | Danska | Danska krona je vstopila v ERM II leta 1999, ko so evro uvedli. Od takrat niha okrog evra za ±2.25 %. |
| 28. junij 2004 | Litva  | Litovski litas je bil do 2. februarja 2002 vezan na dolar, potem pa na evro.                          |

#### Danska
28. septembra 2000 so Danci s 53,2 % na referendumu zavrnila pridružitev. Če se Danska vseeno pridruži, bo morala Grenlandija, ki ni v EU, izvesti poseben referendum glede evra.

#### Litva
Litva je nameravala prevzeti evro 1. januarja 2007, vendar je morala zaradi 0,1 odstotka prevelike inflacije preložiti prevzem. Litva je evro prevzela 1. januarja 2015.

### Zunaj ERM II

#### Češka
Po vstopu v EU leta 2004 je Češka prevzela fiskalno in monetarno politiko, ki namerava uskladiti makroekonomske pogoje z ostalo Unijo. Trenutno je največji problem velik češki fiskalni deficit. Na začetku je Češka nameravala v ERM II vstopiti leta 2008 ali 2009, vendar je vlada opustila tudi ciljno leto 2010, rekoč, da do takrat zagotovo ne bo izpolnila pogojev. Novega ciljnega datuma še ni.

#### Madžarska
Madžarska še nima uradnega datuma za prevzem evra in forint še ni vključen v ERM II.

#### Poljska
Čeprav je Poljska obvezana prevzeti evro, je predsednik Lech Kaczyński oznanil, da želi organizirati referendum o tem vprašanju. Formalno gledano so Poljaki za evro glasovali že na referendumu o vstopu v EU (77 % za), ki je vključeval tudi vstop v EMU. Sekretar Joaquin Almunia je Poljsko opomnil, da nima možnosti zavrnitve, kot jo imata Danska in Združeno kraljestvo.
Maja 2006 je Poljska končno postavila ciljni datum za prevzem na leto 2011.

#### Švedska
Švedska se je leta 1997 odločila, da evra ne vpelje takoj na začetku in ni naredila nobenega koraka, da bi izpolnila potrebne pogoje za stabilno valuto. 
Prvi referendum na Švedskem, povezan z evrom, je bil tisti leta 1994, ko so Švedi glasovali za vstop v EU. Podprli so ga s 53 % in tako podprli tudi prevzem evra.
Posvetovalni referendum 14. septembra 2003 pa je pokazal nasprotovanje evru, za 42,0 %, proti 55,9 %. Zato so vse odločitve v zvezi z evrom preložili, saj so vse politične stranke predlagale, da se do nadaljnjega rezultati upoštevajo. Premier Göran Persson je septembra 2004 izjavil, da Švedska zagotovo ne bo prevzela evra vsaj do splošnih volitev leta 2006.
.
Švedska odločitev, da evra še ne bodo prevzeli, je v splošnem sprejeta tudi s strani EU. Švedska se je priključila šele leta 1995 in tako ni imela možnosti, da bi se po Maastrichtski pogodbi, ki je bila končana leta 1992, izključila. Evropska komisija ni proti Švedski sprejela nobenih ukrepov, je pa opozorila, da se podobni koraki v drugih članicah ne bodo tolerirali.

#### Združeno kraljestvo
Britanska vlada in premier Tony Blair sta se obvezala trostopenjski potrditveni shemi pred vstopom v evroobmočje. Vstop bi morali potrditi v Kabinetu, v parlamentu in volivci na referendmu.
V nasprotju z drugimi evropskimi državami, kjer vidijo evro predvsem kot nujen prispevek k bolj povezani Evropi, vidijo v Združenem kraljestvu prednosti evroobmočja predvsem z gospodarskega stališča. 9. junija 2003 je Chancellor of the Exchequer Gordon Brown, izdal poročilo s pogoji za britansko članstvo, osnovan na petih ekonomskih testih.
Kljub temu, da ima vlada pozitiven pogled na evro, se je poročilo opredelilo proti evru, saj štirje od petih pogojev niso bili izpolnjeni.
Brown je junija 2003 dejal,
da bi bilo najboljše menjalno razmerje 73 penijev z evro. Ta tečaj ni bil formalno sprejet kot pogoj za vstop.
Javnomnenjske ankete 
v Združenem kraljestvu ves kažejo, da je konstantna večina Britancev proti vstopu v evroobmočje. Nekateri jo dojemajo kot izgubo politične in gospodarske suverenosti, nekaterih ne prepriča razlog za zamenjavo valute. Referenduma o vključitvi v bližnji prihodnosti ne bo.

##### Območje sterlinga
Če bi se Združeno kraljestvo odločilo sprejeti evro, bi to lahko vplivalo tudi na območja, kjer uporabljajo funt sterling ali valute, povezane z njim, tako imenovano območje sterlinga. 
Kronske odvisnosti so britanska čezmorska ozemlja, ki uporabljajo isto valuto kot v Združenem kraljestvu, z ISO 4217 kodo GBP. Odvisnosti so Isle of Man, Jersey, Guernsey, Alderney in Južna Georgia in južni Sandwiški otoki.
Nekatera druga britanska ozemlja imajo svojo valuto, ki pa je v funtom povezana v razmerju 1:1. To so Gibraltar, Falklandski otoki in Sveta Helena. 
Francoski čezmorski departmaji so se znašli v enakem položaju, ko je Francija prevzela evro. Tisti, ki so uporabljali frank, so prešli na evro. Nekatera ozemlja so uporabljala CFP franke, ki so imeli fiksni tečaj s frankom. Sedaj se še uporabljajo, vendar so veztani na evro. Tudi komorski franki so vezani na evro.
Možnosti za območje sterlinga v primeru britanskega prevzema evra so tri:
- vstopiti v evroobmočje kot nečlanica unije, tako kot Vatikan ali Monako. Pri tem bi s sporazumom lahko kovali kovance z lastnimi motivi na zadnji strani.
- uporabljati kovance, izdane v Združenem kraljestvu ali kje drugje. To bi lahko nekateri videli kot izgubo dela neodvistosti.
- ohraniti obstoječo valuto, vendar jo vezati na evro. To pa bi utegnilo biti težko in predvsem drago za majhne države.

Gibraltar je v posebnem položaju, saj je del EU-ja. Če bi Britanci prevzeli evro, Gibraltarja mogoče ne bi mogli izključiti. Ni jasno, če bi tudi v Gibraltarju potekal referendum ali bi bil samo del britanskega (Gibraltar voli člane Evropskega parlamenta kot del Združenega kraljestva).

### Bolgarija
Bolgarski lev je že vezan na evro. Bolgarska narodna banka in vlada sta se sporazumeli, da bo država prevzela evro leta 2010. Zgodnji prevzem je posledica sporazuma iz leta 1997, po katerem je država za rešitev finančnih problemov lev vezala na evro (med letoma 1997 in 1999 je bil vezan na marko). Kot posledica je Bolgarija izpolnila že velik del pogojev za članstvo.

### Romunija
Romunija načrtuje prevzem med letoma 2012 in 2014.

## Valute izven EU, vezane na evro
Zelenortski otoki so imeli valuto vezano na portugalski escudo, zdaj pa je vezana na evro. Valuta Bosne in Hercegovine je bila vezana na nemško marko, zdaj pa je na evro. Valuti frank CFA in komorski frank, ki se uporabljata v nekdanjih francoskih kolonijah, sta bili vezani na francoski frank, zdaj pa na evro.